# Specnaz

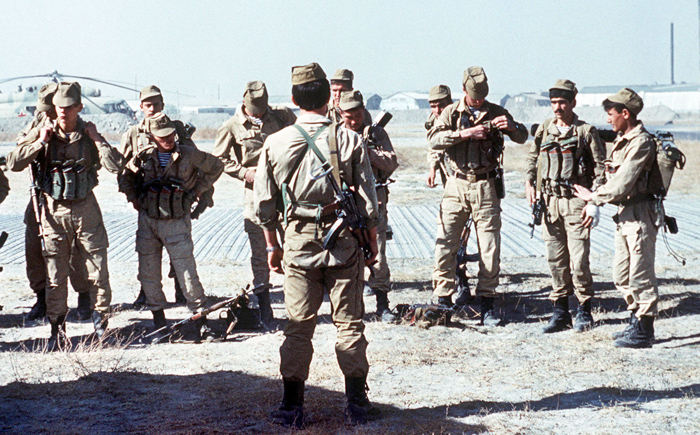
Členové Specnaz v Afghánistánu

Specnaz (rusky Войска специального назначения – Vojska specialnogo naznačenija) je označení jednotek zvláštního určení sovětské a posléze ruské armády i ozbrojených a bezpečnostních sil dalších postsovětských republik. Specnaz tedy není název konkrétní jednotky, ale obecný výraz pro celou řadu často velmi rozdílných jednotek.

## Základní rozdělení
- Specnaz GRU (armádní, GRU = vojenská rozvědka)
- Specnaz MVD (Ministerstvo vnitra) – OMSN (Otrjad milicii specialnogo naznačenija)
- SOBR – speciální oddíl rychlé reakce MVD (v roce 2002 převeden do OMSN)
- Specnaz VV MVD – specnaz vnitřních vojsk MVD
- Specnaz FSB (Federální služba bezpečnosti)
- Specnaz SVR (Služba vnější rozvědky)
- Specnaz FSIN (Federální vězeňská služba)
- Specnaz FSKN (Federální služba pro kontrolu narkotik)

## Přehled jednotek
Nejpočetnější byly speciální jednotky sovětské/ruské armády. Tyto útvary byly přiřazovány k větším armádním tělesům, kterým měly v případě války poskytovat hloubkový průzkum v týlu protivníka, sabotáže, útoky na významné nepřátelské cíle typu velitelství, postavení zbraní hromadného ničení atd. Organizačně vzato byly pod přímými velením generálního štábu, resp. vojenské rozvědky GRU, ačkoli vlastní jednotky specnaz (i když méně kvalitní) mělo každé armádní velitelství. Příslušníci těchto jednotek byli pečlivě vybíráni z řad nejlepších a politicky nejspolehlivějších vojáků, dostávali velmi kvalitní výcvik a nejlepší dostupné vybavení. Tyto jednotky mají podobnou roli jako slavné „Zelené barety“ (United States Army Special Forces). Příslušníci speciálních sil ruské armády nosí při slavnostních příležitostech modré barety, stejně jako VDV (výsadkáři).
Podobnou jednotkou disponovalo (a zřejmě stále disponuje) i ruské námořnictvo. Toto uskupení, někdy označované „Delphin“, lze přirovnat k americkým Navy SEALs či britským SAS.[zdroj⁠?!] Námořní specnaz však nikdy nebyl tak početný, protože sovětské námořnictvo nemělo tak velké pozemní síly jako Námořní pěchota Spojených států amerických.
Jako specnaz jsou někdy ne zcela přesně označovány i útvary OMON, což jsou zásahové jednotky milice (tj. ruské policie). Jejich úroveň je velmi různá, např. moskevský OMON bývá považován za velmi dobrý, zatímco v méně významných městech bývá situace horší. Tyto útvary odpovídají americkým jednotkám SWAT či českým krajským policejním zásahovým jednotkám. Odznakem příslušníků OMON je baret černé barvy.
Naopak vysoce profesionálními jednotkami jsou útvary spadající pod ruské Ministerstvo vnitra. Dříve (za dob Sovětského svazu) se pro ně používalo označení „osnaz“, na rozdíl od armádního specnazu. Mezi úkoly těchto jednotek patří boj proti terorismu, zásahy proti organizovanému zločinu, potlačování vzpour ve věznicích atd. V praxi bývají nasazovány v protiteroristických operacích v rámci Ruské federace (především v nestabilní oblasti Kavkazu), jejich příslušníci také často tvoří záložní týmy při operacích na osvobozování rukojmí. Mezi specnaz ministerstva vnitra RF patří např. jednotky Viťaz či Rus. V rámci reorganizace jednotek MVD, byly 1. září 2008 oddíly Viťaz a Rus zrušeny. Barva baretu je červená.
Nejvíce utajovanými a nejspíše nejlepšími jednotkami specnaz jsou útvary spadající pod rozvědku – dnes FSB – dříve nechvalně proslulou KGB. Pod patronát FSB spadá (mimo jiné) tělesná stráž prezidenta. Největšími a nejvýznamnějšími speciálními jednotkami jsou však jednotky Alfa a Vympel.
Vympel (někdy psáno latinkou "Vimpel“) byl jednotkou záškodnického typu. Jeho úkolem bylo infiltrovat v případě války západní státy a provádět zde záškodnickou činnost. Typickými cíli komand Vympelu byly jaderné elektrárny, raketová sila atd. Existoval i plán likvidace amerického prezidenta, počítalo se s použitím kufříkové jaderné bomby. Příslušníci museli být ti nejlepší z nejlepších, samozřejmostí byla nejen výjimečná fyzická kondice, ale i vysoká inteligence, znalost nejméně dvou cizích jazyků, schopnost práce „v civilu“, součástí výcviku bylo řízení řady vozidel a letounů, ovládání všech druhů zbraní, pokročilá práce s výbušninami atd. Po rozpadu SSSR se jednotka stala přebytečnou, několikrát byla přesunuta pod různé organizace, a nakonec skončila pod velením Milice. Většina operátorů Vympelu z jednotky v tomto období odešla (zůstalo pouze něco přes 50 příslušníků). Útvar byl několikrát nasazen proti zločineckým gangům a po událostech v roce 1993 zrušen. Koncem 90. let však byla jednotka s názvem Vympel v rámci FSB obnovena. Existuje jen velmi málo informací o jejích úkolech, organizaci atd. Je známo, že se podílela na zatýkání čečenských teroristických vůdců.
Jednotka Alfa je skupinou elitních jednotek určených pro přesné operace – obdobou může být britská SAS či americká Delta Force. Jejím hlavním úkolem byly jak protiteroristické akce (viz zásahy v Moskvě), tak úderné akce proti malým důležitým cílům, likvidace nepřátelských vůdců apod. Kádrem Alfy jsou často vybraní příslušníci armádních specnaz. O Alfě se tvrdí, že patří k nejlepším protiteroristickým jednotkám na světě s vysokou mírou úspěšnosti.

## Výcvik
Výcvik jednotek Specnaz patřil mezi jeden z nejtvrdších a odpovídal podmínkám skutečné války. Bývalo zvykem, že členy se stávali převážně dobře trénování atleti, kteří se stali páteří šesti nebo sedmi divizních rot každého pluku. Pro vojáky základní vojenské služby začínal výběrový proces již před nástupem vojenské služby, většinou byli připravování již v DOSAAF nebo byli převeleni od VDV. Část adeptů přicházela na doporučení i po delší službě u jiného útvaru. Adepti museli projít krátkým, ale intenzivním výcvikem a úspěšní jedinci byli dále posláni na delší a mnohem tvrdší kurz. Během tohoto kurzu se metodami přirozené autority v malých skupinách vybíraly velící kádry – k základnímu výcviku nastupovali všichni s hodností vojína a během zaměstnání byli pečlivě sledováni. Přirozeně autoritativní jedinci pak byli po dalších testech převeleni do učiliště VDV v Rjazani. Tyto úvodní části výcviku byly provázeny poměrně (na západní poměry) značnou brutalitou jak psychickou (šikana, ponižování) tak fyzickou (realistické metody výslechů, nedostatek spánku, imitace válečné situace, skutečná krev ve figurínách, střetný boj ve skutečné výstroji, minimum bezpečnostních opatření).
Po úspěšném ukončení výcviku obdržel voják hodnost seržanta. Jeho další přidělení pak záviselo na jeho výsledcích a obvykle (civilní) odbornosti a přirozené inteligenci. Jen několik procent končilo v elitních útvarech (strategické zálohy gšt, akce KGB, Alfa), většina pak byla přidělována k armádním brigádám Specnaz. Námořnictvo si své síly cvičilo obdobně, ale zvlášť. Po ukončení skupiny základních kurzů byli vybraní jedinci s odbornými předpoklady rozesíláni k jiným útvarům k prohloubení odborných znalostí – ženijní, raketové a chemické vojsko, lékaři pak na skutečnou praxi do nemocnic. Přirozenou součástí pokračujícího výcviku pak byly jazykové kurzy.
Během výcviku byl častokrát imitován skutečný válečný stav za použití chemických látek, ostré munice a výbušnin, takže se vojáci neustále pohybovali na hranici rizika úmrtí. Neobvyklý nebyl ani výcvik s využitím protivníkovy techniky, cvičilo se její použití, pronikání do technických sítí, průzkum, vyhledávání cílů, výuka jazyků, ale i třeba seznámení se s domorodými zvyky (například Velká Británie a Francie), používání sabotážních technik, horolezectví či lyžování. K tomu patřil i náročný výsadkářský výcvik sestávající ze seskoků z abnormálně malých výšek, s pozdním otevřením padáku a seskoků z velkých výšek, což umožňovalo přistávat až 50 kilometrů za bojovou linií.

## Historie
Zkušenosti sovětské generality s II. světovou válkou vyústily v 50. letech v založení speciální jednotky, která spadala pod vojenskou rozvědku GRU.

### Historie jednotky 8 OSNAZ VV MVD „Rus“
Založen 1. srpna 1994. Zformován na základě samostatného motostřeleckého praporu zvláštního určení (OMSBON). Organizačně spadá do sestavy 1. ODON VV MVD RF.
Velitelé 8. oSpN „Rus“:
- Plukovník P. V. Zajcev (1994–1995)
- Major S. Jušenkov ( týden v únoru 1995)
- Podplukovník V. Ivanov (březen–duben 1995)
- Plukovník A. I. Goloskokov (1995–1997)
- Plukovník V. Ivanov (1997–2002)
- Plukovník J. Didkovskij (2002–2008)

Nasazení 8. oSpN „Rus“ ve speciálních operacích: 
- V lednu-únoru 1995 se odřad účastnil útoku na Groznyj. Při útoku zahynuli: velitel odřadu plukovník P. V. Zajcev, major V. Batrukejev, st.poručík V. Kločkov, st.seržant V. Frolov, vojín-odstřelovač A. Pantělejev.
- V březnu 1995 se spolu s 6. oSpN „Viťjaz“, 21. obrON a moskevským OMONem účastnil osvobození měst Argun a Guděrmes od čečenských bojovníků. Při operaci zabili na 254 čečenských bojovníků. Ztráty federálních sil byly 16 mrtvých a 52 raněných. Odřady „Rus“ a „Viťjaz“ ztráty neměly.
- V dubnu 1995 se odřad „Rus“ spolu s odřady „Viťjaz“ a „Rosič“ účastnil útoku na základnu čečenských povstalců Bamut. Základnu bránilo 750-1000 bojovníků. Útok skončil neúspěchem (podařilo se ho obsadit až v květnu 1996). Odřad „Rus“ při akci ztráty neměl.
- 14. června 1995 bylo 50 vojáků 8. oSpN odesláno do Buděnovsku, kde banditi pod velením Š. Basajeva obsadili nemocnici, vzali jako rukojmí asi tisíc lidí. Útok na nemocnici 17. června vedla gSpN „Alfa“ a oSpN „Vega“, odřad „Rus“ se do bojů zapojil jen jako záloha. Odřad neměl žádné ztráty jen jednoho lehce raněného.
- 6. října 1995 odřad doprovázel a chránil generálporučíka A. Romanova. Kolona najela do pasti s výbušninou (tzv. fugas) nachystanou Čečenci a odpálenou na dálku pod vozidlem A. Romanova. A. Romanov utrpěl těžká zranění, z odřadu zahynuli: zástupce velitele plukovník A. Zaslavskij, vojín V. Matvijčenko, vojín D. Jabrikov a 18 vojáků utrpělo zranění.
- Začátkem prosince 1995 čečenští bojovníci pod vedením S. Radujeva a S. Gelischanova zaútočili na město Guděrmes, základna VV, OMONu a SOBRu se musela bránit. Na pomoc byly vyslány dvě skupiny oSpN „Rus“, které padli do pasti. Během bojů padli lt.V. Nazarenko, vojín O. Běljajev a raněn byl vojín E. Kojeněn. 25. prosince federální vojska Guděrmes vyčistila od čečenských banditů.
- Začátkem ledna 1996 byly dvě skupiny oSpN „Rus“ vyslány do Kizljaru, kde skupina bojovníku S. Radujeva útočila na vojenské letiště a nemocnici. Výsadek proběhl pod palbou Čečenců a byli vtaženy do prudkých bojů. Později jim byl dopraven BTR „Rus“ s granátometem AGS-17. V bojích 9 z 12 vojáků skupiny utrpělo zranění. 10. ledna byli zbylí bojeschopní vojáci „Ruse“ přičleněni k oSpN „Viťjaz“ a přesunuli se k vesnici Pjervomajskoje, kam utekli skupiny Radujevových bojovníků. 16. ledna byl zahájen útok na Pjervomajskoje, kterého se účastnili oSpN „Viťjaz“ a „Rus“, rSpN „Jaguar“, 1. ODON a SOBR. Čečenským bojovníkům se podařilo prolomit obklíčení a probojovali se ven z vesnice. Při bojích utrpělo mnoho vojáků federálních sil ranění. Z oSpN „Rus“ padl vojín O. Dolgov.
- V únoru 1996 byl 8. oSpN převelen do Chasavjurtu, kde sloužil v sestavě VMG-2 pod velením generálmajora V. Šamanova. V sestavě VMG-2 fungoval dubna 1996.
- V květnu 1996 byl 8. oSpN „Rus“ převelen do Chankaly. 28.5.1996 byl odřad představen prezidentovi RF B.N. Jelcinovi (který přiletěl na návštěvu Čečenska). Jelcin vyznamenal velitele odřadu V. Ivanova medailí Za statečnost.
- V létě 1996 odřad zajišťoval doprovod zásobovacích kolon a pátrání po povstalcích v Grozném a jejich likvidaci. V červnu jedna ze skupin zajišťovala ochranu Koordinačního centra MVD RF (KC MVD RF).
- 6. srpna 1996 na všechny opěrné body a kontrolní stanoviště v Grozném zaútočili povstalci. Šestitisícový ruský kontingent v Grozném byl obklíčen skupinkami čečenských bojovníků. Začal krvavý boj, při kterém VV MVD RF ztratili 138 vojáků (29 padlých, 83 raněných, 26 nezvěstných).

V roce 2008 byla jednotka zrušena.

## Zbraně, výstroj a uniformy
Typickou výzbrojí vojáků Specnaz se stala automatická puška AK-74 ráže 5,45 mm. Vojáci byli vybavováni 300 až 400 náboji. Sekundární zbraní byly pistole P-6 s tlumičem, bojový nůž a šest ručních granátů. Někteří měli též lehký raketomet a poměrně častou zbraní byla také 7,62 mm puška SVD. Z povinné nevojenské výbavy byl příslušník Specnaz vybaven zdravotnickým materiálem a potravinami. Operační skupina byla vybavena armádní (= odolnější) radiostanicí R-350M, která byla vybavena kódovacím zařízením, což umožňovalo lepší koordinaci jednotek a zadávání nových cílů. Podle specifikace úkolu pak byly jednotky dovybavovány dalším materiálem (minami, především byly oblíbené miny řady OZM (konstrukce Claymore), trhavinou či protileteckým odpalovacím zařízením). Pro diverzní úkoly na území cizích států byl vojenský materiál pašován do cílových zemí pomocí agentů, případně nakupován prostřednictvím KGB z místních zdrojů.
V současné době jsou jednotky specnaz vybavování celou řadou moderních ručních zbraní. Jde např. o samopaly SR-2 Veresk používající speciální průbojný náboj 9*21 mm, karabiny ráže 9*39 mm SR-3 Vichr (Vikhr), speciální tlumené pušky VSS Vintorez či AS Val, nové modely útočných pušek vycházejících ze slavného Kalašnikova atd.
Pro utajování jednotek Specnaz se jejich uniforma nikterak nelišila od stejnokroje výsadkářů, nebyla doplněna žádnými speciálními odznaky. Pokud byli alokování do zemí Varšavské smlouvy, byli odíváni do spojařských stejnokrojů. 
Příslušníci Specnaz pocházející od jiných útvarů než související s VDV si ponechávali běžná označení kmenových jednotek a to i po ukončení studií a výcviku v Rjazani. Příslušníci přidělení k námořnictvu nosili běžnou černou uniformu námořní pěchoty. Kádry OMON nosily uniformu pro zásahové jednotky milice.

## Zajímavost
Podle pramenů byl první vojenskou jednotkou na území Československa během pražského jara 1968 právě prapor příslušníků Specnaz, kteří dostali za úkol obsadit pražské letiště a získat tak strategické místo pro další přísun jednotek. Během tohoto období a těsně před tím byly také operativci Specnaz monitorovány 7. pluk zvláštního určení (jednotka s podobnými úkoly jako Specnaz) dislokovaný v Holešově, rámcově 22. výsadková brigáda v Prostějově (důvodem byla přítomnost jednotek hloubkového průzkumu) a některé další v příhraničí s NSR a Rakouskem. Vzhledem ke svému zaměření mohly tyto jednotky způsobit invazním silám nepředvídatelné problémy.
Příslušníci Specnaz se běžně vyskytovali na všech spojeneckých cvičeních s účastí SA v nejrůznějších rolích, tedy i během cvičení pořádaných ČSLA a to i těch menších.

## Úkoly jednotek SPECNAZ
- účast v misích při zabraňování únosů letadel RF
- spolupráce s pořádkovými silami při potlačování masových demonstrací
- zadržení zvláště nebezpečných pachatelů
- odzbrojení kriminálních ozbrojených skupin a pátrání po úkrytech zbraní těchto skupin
- osvobození unesených osob (rukojmích)
- spolu s VV udržování pořádku v oblastech, kde jsou tyto síly nasazeny
- řešení mimořádných situací (bojových) spolu s jinými složkami MVD či FSB